# 陈谦 (南宋)
陳謙，字益之，溫州永嘉人，南宋政治人物。

## 传记
陳謙是乾道八年進士，授福州戶曹、主管刑工部架閣文字，遷为國子錄、敕令所刪修官、樞密院編修官。陈述中興的五事，到李綱建议设立军鎮的事，宋高宗说：「李綱哪里值得一提。」陳謙说：「陛下用大臣，确实比李綱强的话，应当如聖訓。现在反而都比李綱差得远，怎么办？」赵构皱眉不乐，于是极力论述超过规定时间很久。
孝宗內禪，通判江州，知常州，提舉湖北常平。平定辰州峒徭，加官直煥章閣，授任戶部郎中，總領湖、廣財賦。謙是丞相趙汝愚门客，适逢黨論兴起获罪被贬。过了几年，起用為提點成都府路刑獄，移为京西運判，又恢复直煥章閣。
韓侂胄謀擾金人，下令獻馬来的人授给官爵，七州民互相煽动做盗马贼。謙写信给韓侂胄说：「今天如果倚仗一群强盗行使的方策，难道是拿败亡当儿戏吗？」然后多次論襄阳帥皇甫斌、李奕的罪行，请求罷免。宋宁宗諭旨薛叔似进行协调。遷司農少卿、湖廣總領，除宣撫司參謀官。
金兵深入南宋境内，攻陷應城，焚漢川，漢陽全城逃走，武昌震懼。陈謙以寶謨閣待制副宣撫，当天在北岸设立机构，命把土豪趙觀扔进河里，人馬淹死很多，剩余的士兵都跑回来了。不久，被奪職，罷官。後又任知江州。韩侂胄死，金宋和議已经确定，陈謙再次被罢免，奉领祠禄。去世，年七十三岁。
陈谦存世之文，有《义役规约序》（又作《义役序》）、《儒志先生学业传》、《祭吕东莱文》、《兰亭序跋》、《重建报恩光孝禅寺殿记》、《重兴晋东林寺记》、《治体论》、《治本论》、《治具论》、《治同论》、《质论》、《一论》、《要论》、《重论》、《备论》、《制论》、《礼乐论》（上）、《礼乐论》（下）、《汉武唐明皇》、《汉三公》、《汉武》、《晃错》、《冰坚可渡》等廿三篇。其中宋王霆震编《古文集成（前集）》卷三八收入《治体论》、《治本论》、《治具论》、《治同论》，卷四四收入《质论》、《一论》、《要论》、《重论》、《备论》、《制论》，卷四六收入《礼乐论》上下篇。王开祖《儒志编》卷未附《儒志学业传》。吕祖谦《东莱集》附录二《祭文》。《永乐大典》卷六六九八引《江州志》收录其《重建报恩光孝禅寺殿记》一文，卷六六九九引《江州志》收录其《重兴晋东林寺记》一文。明·弘治《温州府志》卷二十·词翰二之序·杂著收录《义役序》。《慎江文征》卷之三十一收录《义役规约序》（即《义役序》）。《东瓯先正文录》卷四收其《儒志学业传》、《义役规约序》二文。清光绪《永嘉县志》卷三十二艺文·文内编·论著收入其《治体论》一文，同卷之序跋收入其《兰亭跋》一文。收入《慎江文征》卷之五十七的，有《汉武唐明皇》（原录自《纲鑑会纂》）、《汉三公》（原录自《古周礼疏》）、汉武（原录自《名贤硕论》）、《晃错》、《冰坚可渡》（又作《冰合》）等。《全宋文》未收陈谦文。

## 轶事
陳謙有良好的名声，早先被善類所肯定。晚年因为伪学案半途而废，首稱韩侂胄為「我王」，士人于是就看不起他。